# Ia Jerneborg
Ia Jerneborg, född 11 mars 1949 i Stockholm, är en svensk konsthantverkare och keramiker.
Jerneborg studerade keramik, glas och emalj vid Konstfackskolan i Stockholm 1971–1976. Separat har hon ställt ut i bland annat Stockholm, Södertälje, Uppsala, Visby, Båstad, Borås och på Jönköpings museum. Jerneborg har arbetat främst med konst i offentlig miljö  med uppdrag från kommuner, landsting och privat. Exempel : Fyrishov simhall Uppsala, Orstenen servicehus, Trädgårdsstaden Norby, Sävja Gotlandsresan, Åskarbygården Tierp, Östhammars sjukhus, Televerket Stockholm, LM-skolan Storvreta  Hon har tilldelats stipendium från Stockholms kommun, Statligt konstnärsstipendium och från Orrefors.  Jerneborg är representerad i Tyresö kommun, Uppsala kommun, Norrtälje kommun och Gotlands kommun. 